# Centrale de Monroe
La centrale de Monroe est une centrale thermique alimentée au charbon située dans l'état du Michigan aux États-Unis.